# پنتری لینوسوو
پنتری لینوسوو (انگلیسی: Pentti Linnosvuo; ۲۷ مارس ۱۹۳۳ – ۱۳ ژوئیهٔ ۲۰۱۰) تیرانداز اهل فنلاند بود.
وی در مسابقات کشوری و بین‌المللی در مجموع برندهٔ ۲ مدال طلا، ۱ مدال نقره، ۲ مدال برنز شده‌است.